# Rhingia xanthopoda
Rhingia xanthopoda är en tvåvingeart som beskrevs av Huo, Ren och Zheng 2007. Rhingia xanthopoda ingår i släktet näbblomflugor, och familjen blomflugor.
Artens utbredningsområde är Gansu (Kina). Inga underarter finns listade i Catalogue of Life.